# إد سوفتوير
إد سوفتوير (بالإنجليزية: Id Software) هي شركة أمريكية تعمل في تطوير ونشر ألعاب الفيديو يقع مقرها الرئيسي في ولاية تكساس، الولايات المتحدة . وهي تابعة لشركة زيني ماكس ميديا . تأسست بتاريخ 1 فبراير 1991 من طرف جون كارماك وَجون روميرو وَتوم هال وَأدريان كارماك [الإنجليزية] وفي 24 يونيو عام 2009 تم الاستحواذ عليها من قبل شركة زيني ماكس ميديا . من أشهر ألعابها سلسلة دووم .

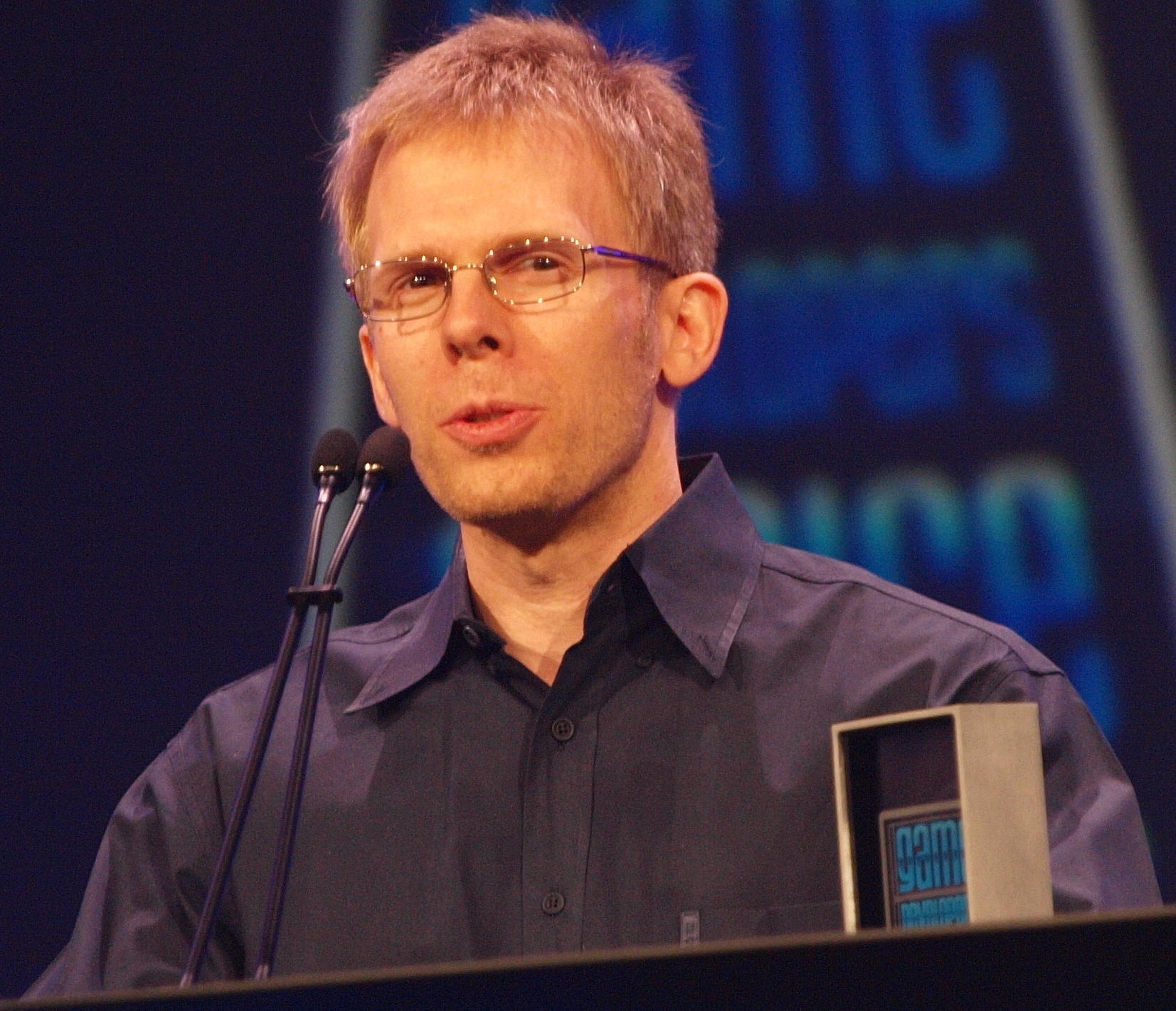
" جون كارماك " المؤسس المشارك للشركة.

## قائمة الألعاب
- كوماندر كين
- شادو نايتست
- هوفرتانك ثري دي
- سبير أف ديستني
- دوم
- ولفينشتاين 3دي
- كوايك
- ولفينشتاين: إينمي تيروتري
- ولفينشتاين : ذا نيو أوردر
- ولفينشتاين
- ولفينشتاين : ذا أولد بلود

## وصلات خارجية
- الموقع الرسمي
- ZeniMax Media Inc.
- Id Software profile at موبي جيمز